# Burnt Oak (London Underground)

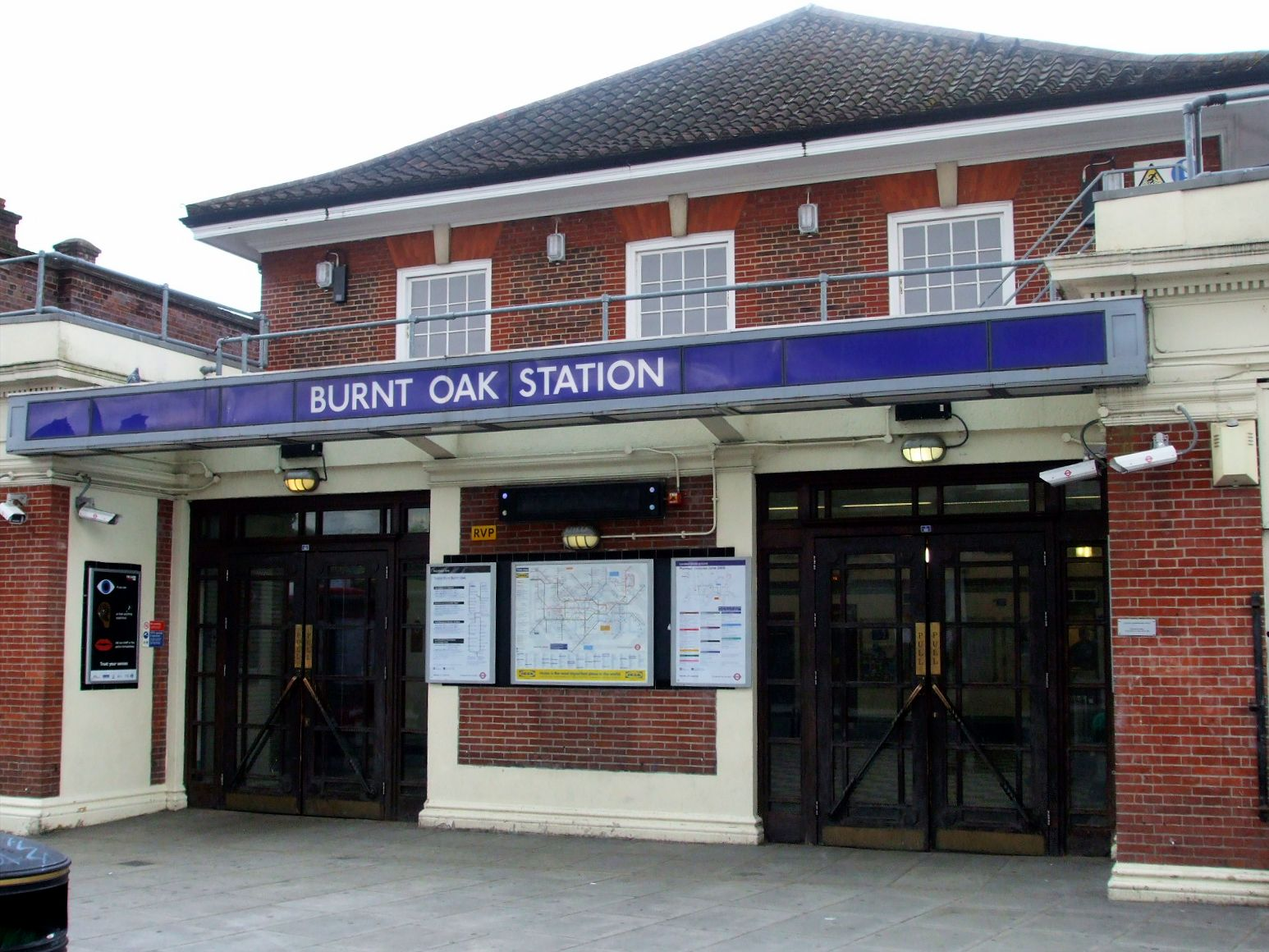
Stationsgebäude

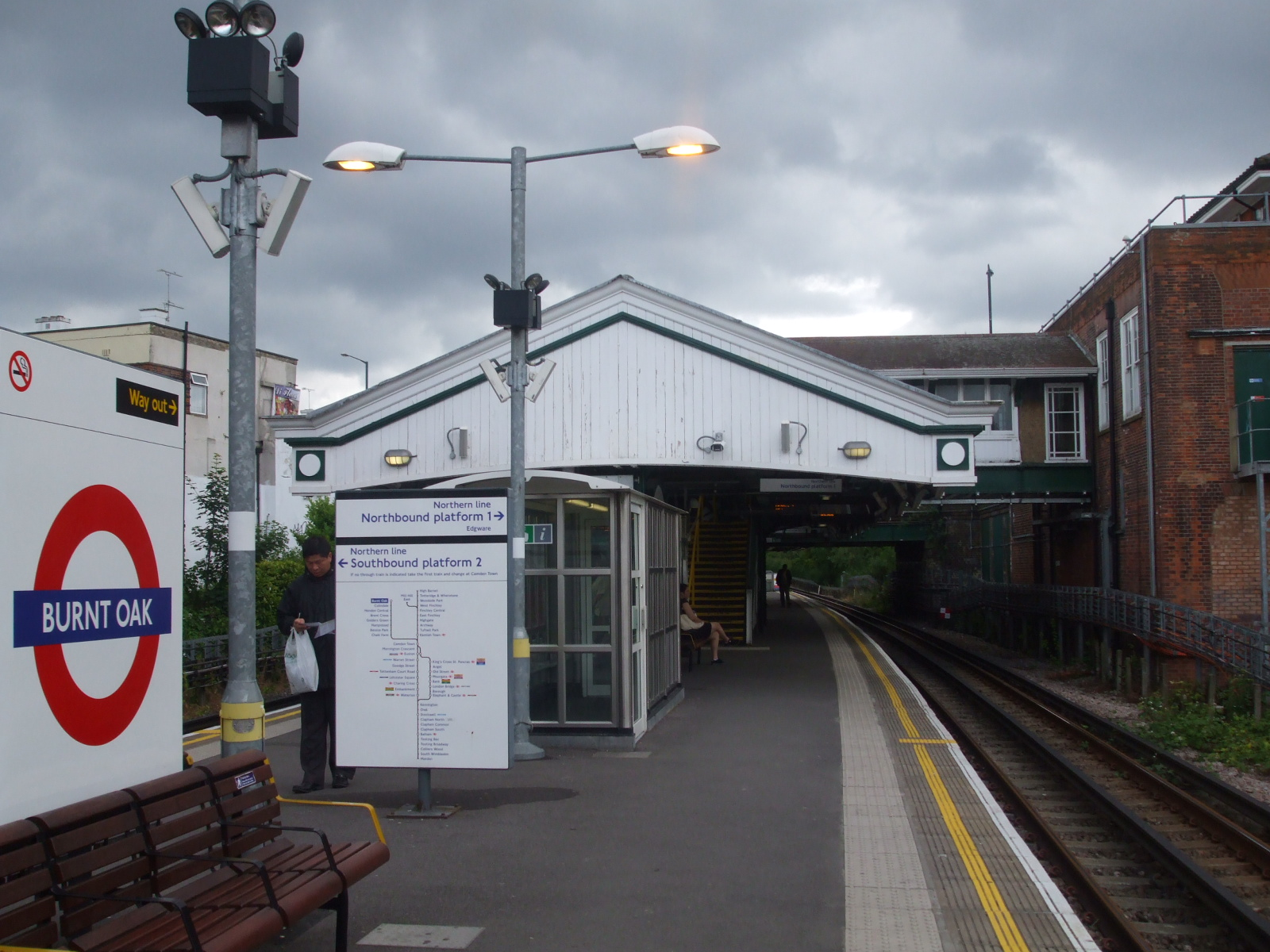
Bahnsteig

Burnt Oak ist eine oberirdische Station der London Underground im Stadtbezirk London Borough of Barnet. Sie liegt in der Travel Zone 4 an der Watling Avenue. Im Jahr 2013 nutzten 3,61 Millionen Fahrgäste diese von der Northern Line bediente Station.
Die Strecke zwischen Hendon Central nach Edgware war bereits am 18. August 1924 eröffnet worden, die Inbetriebnahme der Station verzögerte sich jedoch bis zum 27. Oktober 1924. Zu Beginn hieß sie noch Burnt Oak (Watling), der Klammerzusatz fiel um 1950 weg. Architekt des Stationsgebäudes war Stanley Heaps.